# IC 2361
IC 2361 — галактика типу SBab () у сузір'ї Рак.
Цей об'єкт міститься в оригінальній редакції індексного каталогу.